# استان کیلیس
استان کیلیس (به ترکی استانبولی: Kilis ili) (به کردی: Parêzgeha Kilîsi) یکی از استان‌های کشور ترکیه است و در جنوب این کشور قرار دارد. مرکز این استان شهر کیلیس می‌باشد. استان شامل چهار شهرستان کیلیس، پولاتلی، موسابیلی و البیلی است.

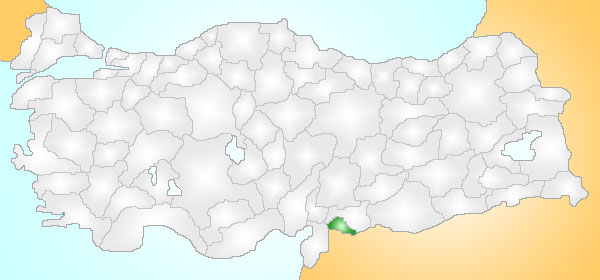
محل استان کیلیس در نقشهٔ ترکیه.

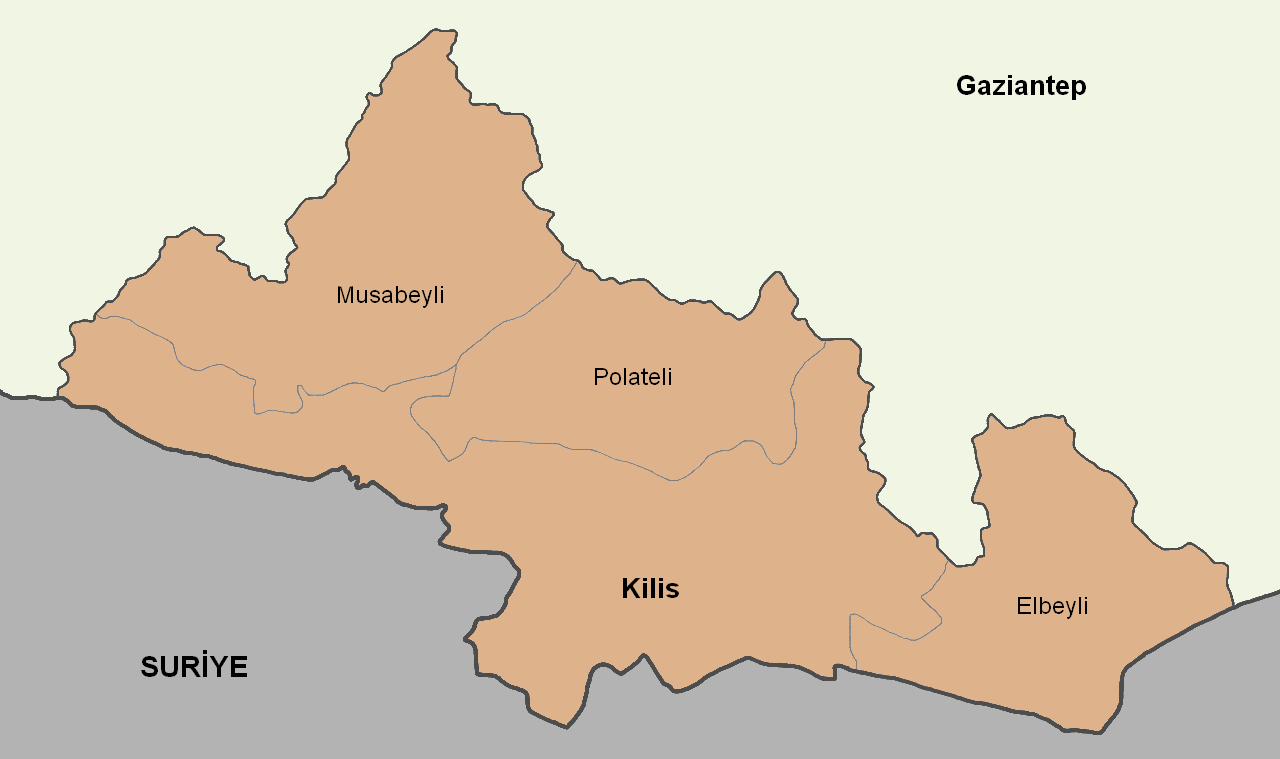
نقشه استان کیلیس

این استان هم‌مرز با کشور سوریه است.